# Prästbarn
|  | Denne artikel er oprettet af botten Steenthbot ud fra en ekstern database. Den kan derfor have sproglige fejl eller mangler. Denne skabelon kan fjernes efter kontrol af indholdet. |

Prästbarn er en dansk børnefilm fra 2020 instrueret af Joel Stenbäck.

## Handling
After skipping out on Sunday church, Oskar, the priest’s son, runs into bullies that push his faith to the edge.